# Le Cerveau de la famille
Pour plus de détails, voir Fiche technique et Distribution.
Le Cerveau de la famille (Head of the Family) est un film américain réalisé par Charles Band, sorti en 1996.

## Synopsis
Howard (Gordon Jennison Noice) est le plus méchant voyou de la ville, un criminel se déplaçant en Harley et marié avec une femme très chaude, Loretta (Jacqueline Lovell). Loretta est la maîtresse de c Lance (Blake Adams), propriétaire du restaurant de la ville et Howard devient suspicieux. En revenant d'une de leurs sorties nocturnes, Lance découvre les activités d'une famille locale de mutants, les Stackpools, qui traînent un homme de son camion jusque dans leur maison. Voyant cela comme une opportunité, Lance découvre le terrible secret de Stackpools : Ce sont des faux quadruplés, mais chacun d'eux est en quelque sorte un mutant : l'un (Otis) est extrêmement fort, un autre a les sens hyper développés (Wheeler), la file est super sexy (Alexandria Quinn). tous sont dirigés par celui qui a une super intelligence, le "chef de famille", Myron (JW Perra), hydrocéphale et paraplégique, il contrôle psychiquement ses autres frères et sœurs. Lance réussit à faire chanter Myron en lui demandant en échange de son silence de faire disparaître Howard, le marché est conclu, mais comme tous les maîtres chanteurs Lance en veut davantage et réclame de l'argent, Myron le paie une fois mais décide de s'en débarrasser, il fait kidnapper Lance et Loretta. Or Lance a déposé une lettre de sécurité chez un avocat dont il refuse de dire le nom. Myron menace de torturer Loretta si Lance ne donne pas le nom de son avocat. Loretta tente de charmer Myron en lui dévoilant ses charmes, mais échoue (de peu). Lance refusant de parler, Myron condamne Loretta à jouer dans une pièce le rôle vivant de Jeanne d'arc, c'est-à-dire qu'elle sera réellement brulée. Quand le bucher est allumé Otis sauve Loretta. Il s'ensuit une confusion au cours de laquelle tout le monde meurt sauf Otis et Loretta qui se marient, cette dernière ayant bien l'intention de le manipuler afin de récupérer la fortune de la famille.

## Fiche technique
- Titre : Le Cerveau de la famille
- Titre original : Head of the Family
- Réalisation : Charles Band
- Scénario : Charles Band et Benjamin Carr
- Production : Charles Band et Kirk Edward Hansen
- Société de production : Full Moon Entertainment
- Musique : Richard Band
- Photographie : Adolfo Bartoli
- Montage : Poppy Das, Lazar Djokic et Steven Nielson
- Décors : Annmarie Roberts
- Costumes : Heather Priest
- Pays d'origine : États-Unis
- Format : Couleurs - 1,33:1 - Stéréo - 35 mm
- Genre : Comédie horrifique, Erotisme
- Durée : 82 minutes
- Date de sortie : 1996 (États-Unis)

## Distribution
- Blake Bailey : Lance
- Jacqueline Lovell : Lorretta
- Bob Schott : Otis, l'homme fort des Stackpools
- James Earl Jones : Wheeler, le mutant sensoriel des Stackpools
- Alexandria Quinn : Ernestina, la vamp des Stackpools[1]
- Gordon Jennison Noice : Howard
- J.W. Perra : Myron, le cerveau des Stackpools
- Vicki Skinner : Susie, la serveuse du restaurant
- Robert J. Ferrelli : Weasel
- Bruce Adel : le contrôleur
- Gary Anello : Arthur Raskow
- Dyer McHenry : le conducteur du camion
- Rob Roeser : Justice
- Steve Novak : L’évêque Cauchon sur scène
- Van Epperson : Chorus